# Kanohi
Las máscaras Kanohi son las máscaras que usan los la mayoría de Bionicle (si exceptamos a Makuta, los demás son Rahi y los que están de parte de Mata Nui) en la saga Bionicle. Las máscaras Kanohi son la fuente de poder de los seres que viven en Mata Nui, sin ellas, pierden cualquier poder o habilidad que hubieran conseguido. Los seres de Bionicle entran en coma tras un corto período sin Kanohi, por tiempo prolongado causa la muerte.

## Fabricación
Existen varios métodos de fabricación de Kanohi, pero todos de origen nos refieren a la Protodermis misma que conforma al Universo Matoran (aunque parece ser una variante especial).
Los creadores de Máscaras en Metru Nui utilizaban los Discos Kanoka (un medio para almacenar en forma de disco los poderes de la Protodermis y así mismo de organizarlas por Pureza y por distrito de producción), con ciertas combinaciones de poderes se pueden crear las Kanohi, y su nivel de poder lo define el NIvel de los discos involucrados, Cuatro niveles de poder de Kanohi se conocen que han sido producidos por este medio, aunque algunas se pueden convertir dependiendo si el usuario pasa de Matoran a Toa o de Toa a Turaga portando la misma Kanohi.
Otras Kanohi han sido hechas por Los grandes seres o el mismo Artakha por distintos procesos.al ya mencionado.
Como ya se comento, una Kanohi puede cambiar de nivel dependiendo si el usuario sufre alguna transformación, Por ejemplo los Toa Metru, de los cuales sus Kanohi en estado Matoran se tornaron en Grandes Kanohi al pasar a ser Toa, y estos al convertirse en Hordika, las Kanohi se fusionaron con sus rostros, por último, al tornarse en Turaga (desde Toa Metru nuevamente), sus Kanohi Grandes se tornaron en Kanohi Nobles, aun con poder pero en menor escala. Un caso extraño es el de Lhikan, quien al Ceder su Kanohi Noble al encontrarse moribundo, esta le es colocada posteriormente al Matoran Jaller y esta toma un aspecto "similar" al de la Kanohi Hau Grande, haciendo referencia a la Hau Matoran. 
En el caso de las Kanohi Nuva, Los Toa Nuva al ser transformados por la Protodermis Energizada, sus Kanohi se vuelven más poderosas, permitiendo mejorar tanto su poder como poderlo compartir con aliados próximos, en el caso de las Kanohi ya fabricadas, estas también son transformadas con Protodermis Energizada, siendo solo algunas Kanohi capaces de sobrevivir al proceso al estar o no destinadas a transformarse en Kanohi Nuva.

## Tipos
Por origen, existen 5 variantes de marcaras Kanohi, de las cuales se pueden identificar:
Matoran Prácticamente usadas por todos los Matoran aunque se puede suponer que son las versiones saludables de las Máscaras que usan también muchos Rahi y que no proveen de ningún poder, sin embargo les permiten funcionar, cuando se fabrican con Kanoka, estas son producidas con discos Kanoka de niveles 6 o inferior.
Grandes Máscaras Kanohi: Son máscaras con un gran nivel de poder, Pueden ser fabricadas con discos Kanoka de Nivel 8 exclusivamente, aunque si un Matoran se transforma en Toa, su Kanohi se volverá una Kanohi Grande, usuarios conocidos: (Toa, Titanes y Makuta): Kanohi Hau (Tahu toa de fuego), Kanohi Miru (Lewa toa de aire), Kanohi akaku (Kopaka toa del hielo), Kanohi kaukau (Gali toa del agua , chica), Kanohi Kakama (Pohatu toa de la piedra), Kanohi Pakari (Onua toa de la tierra), Kanohi Avohkii (Takanuva toa de la luz), Kanohi Kraahkan (Makuta amo de las sombras), Kanohi Vahi (máscara del tiempo, legendaria), Kanohi de la Energía Elemental (solamente en Bionicle: The Game), Kanohi Aki del Valor (Toa Kaita Akamai, legendaria), Kanohi Rua de la Sabiduría
(Toa Kaita Wairuha, legendaria), Kanohi Kualsi (Toa Hagah Iruini), Kanohi Pewkii (Toa Hagah Norik), Kanohi Olmak (Brutaka, Titán de las Puertas Dimensionales), Kanohi Rode (Axonn, Titán de la Verdad), Inika, Kanohi Elda (Hahli), Kanohi Sanok (Hewkii), Kanohi Calix (Jaller), Kanohi Suletu (Kongu), Kanohi Iden (Matoro), Kanohi Kadin (Nuparu), Kanohi kadin(Jovan), Toa Mahri, Kanohi Votilak (Nuparu), Kanohi Faxon (Hahli y Lesovikk), Kanohi Garai (Hewkii), Kanohi Arthron (Jaller), Kanohi Zatth (Kongu) y Kanohi Tryna (Matoro).
-Kanohi Nuva (Toa Nuva): Solo se conocen 6 Variantes que son las Kanohi Grandes que usaron los Toa Mata, se transforman al ser Kanohi Grandes habituales expuestas a la Protodermis energizada, dada la impredecible naturaleza, no todas las Kanohi expuestas sobreviven o se convierten en Kanohi Nuva Kanohi Hau Nuva (Tahu Nuva), Kanohi Miru Nuva (Lewa Nuva), Kanohi Akaku Nuva (Kopaka Nuva), Kanohi Kaukau Nuva (Gali Nuva), Kanohi Kakama Nuva (Pohatu Nuva) y Kanohi Pakari Nuva (Onua Nuva).
-Nobles Máscaras Kanohi (Turaga): Son las Kanohi que usan los Turaga alrededor de la Historia, Toa y Matoran las pueden portar, aunque solo los Turaga y los Toa pueden usar su poder, el cual es inferior al de una Kanohi Grande. Kanohi Huna (Turaga Vakama), Kanohi Mahiki (Turaga Matau), Kanohi Nujaka (Turaga Nuju), Kanohi Rau (Turaga Nokama), Kanohi Komau (Turaga Onewa), Kanohi Ruru (Turaga Whenua) y Kanohi Kiril (Turaga Dume).
Máscaras Legendarias
Las máscaras legendarias son como su nombre indica, legendarias. Se caracterizan por poseer los poderes de una máscara estándar más una habilidad muy especial. Las máscaras legendarias son:
- Kanohi Vahi: es la máscara legendaria del Tiempo. Fue creada por Vakama en sus días de Toa Metru a partir de los grandes discos Kanoka. Permite a su portador enlentecer o acelerar el transcurso del tiempo en un objetivo en un área determinados. Los Toa Nuva usaron la Vahi para derrotar a los Bohrok-Kal.
- Kanohi Ignika: es la máscara de la Vida. Fue creada por los grandes seres en el tiempo antes del tiempo. Sus guardianes fueron Umbra, Axonn, Brutaka, Vezon y Fenrakk, Irnakk y Gadunka. Permite que al portador tenga el poder de evolucionar (si tiene vida), darle la vida a objetos inanimados y quitar la vida a cualquier ser vivo, pero no se la puede devolver. Luego de que el Toa Matoro la utilizara para revivir a Mata Nui, la máscara cayó en el corazón del Universo (Karda Nui). Allí creó un cuerpo y se hizo llamar "Toa Ignika". Junto con Takanuva y los Toa Nuva Phantoka y Mistika entró al Codrex y se sacrificó para despertar a Mata Nui. Makuta encerró entonces el espíritu de Mata Nui en la máscara y la envió al espacio, cayendo en Bara Magna donde le creó un cuerpo al mismísimo Mata Nui.
- Máscara de la Creación: su portador es Atharka, esta máscara sirve para crear objetos y armas de gran valor.
- Datos: Q9017164